# 홍역
홍역(紅疫, 영어: measles)은 파라믹소바이러스(paramixovirus)과에 속하는 홍역 바이러스가 일으키는 전염성이 매우 높은 질환이다. 한방에서는 홍진(紅疹)으로 부른다. 면역률이 높아 한번 감염되거나 백신을 맞으면 다시 감염될 확률이 희박하기 때문에 주로 면역되지 않은 학령기 이전 소아에 호발한다. 비말 등을 통해 호흡기로 감염되는데, 동물 전파 매개체가 없고, 오직 사람끼리만 감염된다.

## 임상 양상
홍역의 임상 양상은 증식기, 전구기, 돌발기, 회복기로 나눌 수 있다.
- 증식기 : 바이러스가 인체에 침투하여 증식하는 시기로 증상이 발생하기 전 단계이다.
- 전구기 : 볼 쪽부터 발진이 나타나며, 마른 기침(cough), 코감기(coryza), 결막염(conjunctivitis)의 소위 3C 증상이 나타난다. 경미한 발열이 있다. 발진 전에 빨간 색의 코플릭 반점(koplik spot)이 어금니 옆 구강 점막에 생긴다.
- 돌발기 : 증상이 보다 심해져 발진이 목에서부터 온 몸으로 퍼지고 고열이 동반된다.
- 회복기 : 피부가 탈락, 박리되어 입주위가 지저분해진다. 착색이 동반되고 심한 경우 여러 가지 합병증이 나타난다.

진단은 별다른 방법이 없고, 여러 특징적인 증상으로 판단한다.

## 치료 및 예방
선진국에서는 18개월 경에 대부분의 어린이들이 대부분 3 단계 MMR 백신(홍역, 이하선염, 풍진)을 백신 접종을 한다. 예방 접종은 보통 모유에 포함된 항체로 인해 18개월 전에는 하지 않는다. 두 번째 접종은 보통 아이들이 4~5세가 되면, 면역 강화를 위해 이루어진다. 홍역 접종으로 병이 비교적 나타나기 힘들 정도로 백신 접종률이 높다.
홍역은 뚜렷한 치료 방법이 없고, 증상을 완화하고 합병증을 피하는 여러 대증적인 치료를 한다. 약독화된 생백신으로 돌전후와 6세경에 각각 1차와 2차로 나누어 예방접종을 할 수 있다

## 화보

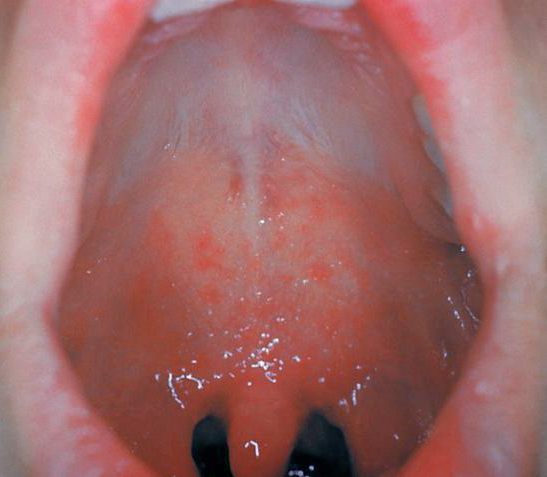
홍역으로 인한 구강 내부 발진
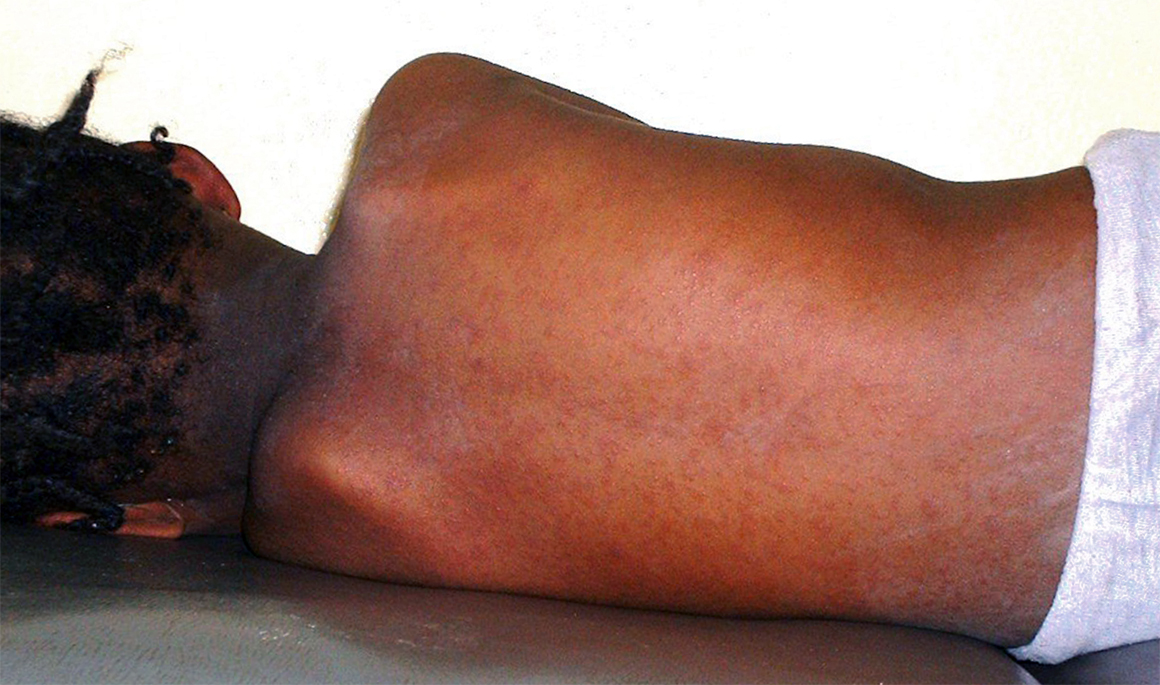
홍역에 걸린 아프리카 아이들
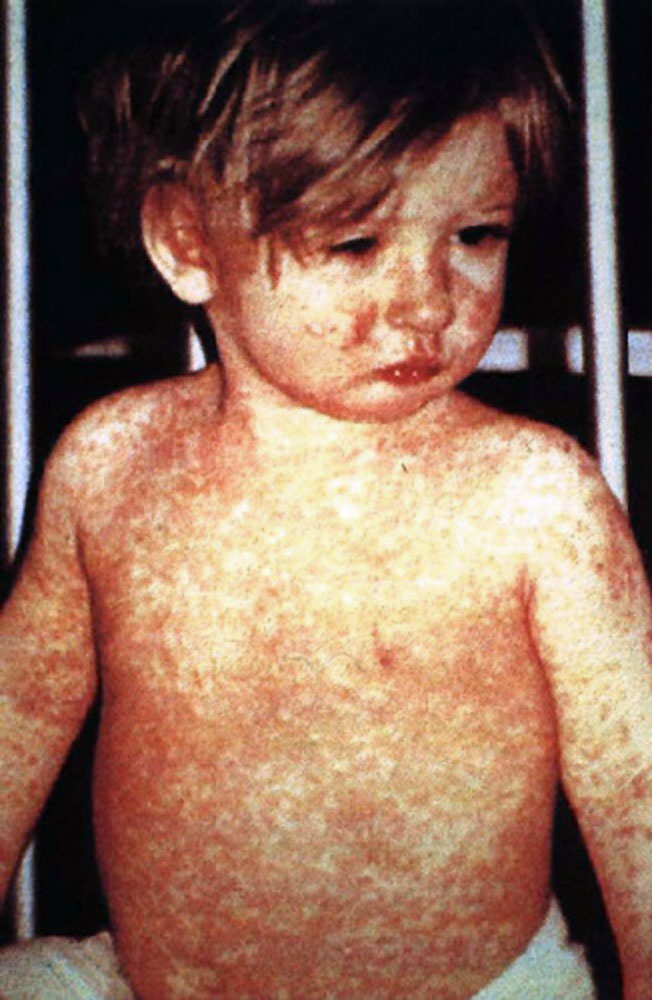
고전적인 4일째 발진을 보여주는 유럽 아이
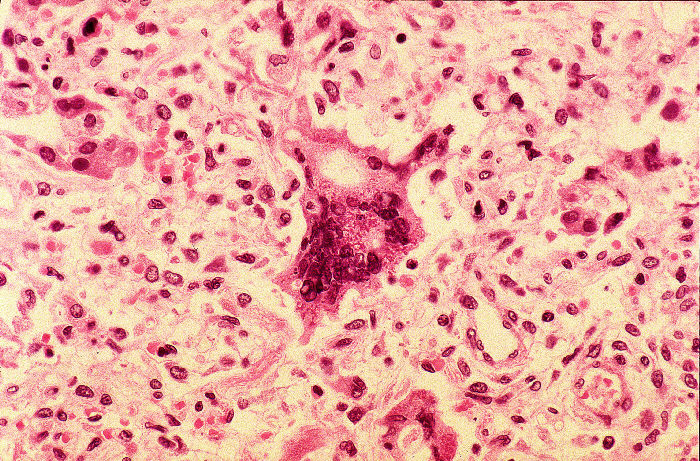
홍역 폐렴의 조직병리학, 큰 세포